# Lightdark
Lightdark je druhé studiové album italské progressive rockové skupiny Nosound. Vydáno bylo v únoru 2008 vydavatelstvím Burning Shed. Album bylo v roce 2009 oceněno italskou cenou Prog Award jako nejlepší nahrávka roku 2008.
Deska je fakticky prvním albem skupiny, neboť tu při jejím debutu v roce 2005 (album Sol29) tvořil pouze multiinstrumentalista Erra, jenž si vypomáhal pomocí baskytaristy Luciho. V mezidobí mezi Sol29 a Lightdark se zformovala regulérní hudební skupina, která začala vystupovat živě a do roku 2008 vydala několik menších nahrávek. Ze studiových sessions k Lightdark pochází i materiál, jenž vyšel na EP Clouds v roce 2007.
Po podpisu smlouvy v červenci 2008 mezi skupinou a vydavatelstvím Kscope vyšla v září toho roku rozšířená reedice alba Lightdark, která na druhém CD obsahovala skladby z EP Clouds, předtím nevydanou píseň „You Said 'I Am…'“ a videoklip ke skladbě „Lightdark“. V listopadu 2013 byla u Kscope vydána remasterovaná reedice s druhým DVD diskem se dvěma verzemi 24bitových mixů vyšší kvality ve stereo a prostorovém (5.1) zvuku. Zároveň došlo k vydání alba na dvou LP deskách.

## Seznam skladeb
Všechny skladby napsal(i) Giancarlo Erra, pokud není uvedeno jinak. 
| Pořadí         | Název                          | Autor                       | Délka |
| -------------- | ------------------------------ | --------------------------- | ----- |
| 1.             | About Butterflies and Children |                             | 3:02  |
| 2.             | Places Remained                |                             | 4:29  |
| 3.             | The Misplay                    |                             | 4:32  |
| 4.             | From Silence to Noise          |                             | 15:29 |
| 5.             | Someone Starts to Fade Away    | Giancarlo Erra, Tim Bowness | 8:55  |
| 6.             | Kites                          |                             | 8:30  |
| 7.             | Lightdark                      |                             | 8:45  |
| Celková délka: | Celková délka:                 | Celková délka:              | 53:47 |

| Reedice 2008 – disk 2 | Reedice 2008 – disk 2   | Reedice 2008 – disk 2 |
| Pořadí                | Název                   | Délka                 |
| --------------------- | ----------------------- | --------------------- |
| 1.                    | Cold Afterall           | 6:18                  |
| 2.                    | Like The Elephant?      | 5:40                  |
| 3.                    | You Said 'I Am…'        | 4:48                  |
| 4.                    | Clouds                  | 10:34                 |
| 5.                    | Lightdark Promo (video) | 4:48                  |
| Celková délka:        | Celková délka:          | 85:55                 |

## Obsazení
- Nosound
  - Giancarlo Erra – zpěv, kytary, klávesy
  - Paolo Martelacci – klávesy, zpěv
  - Gabriele Savini – akustické kytary
  - Alessandro Luci – baskytara
  - Gigi Zito – bicí, zpěv
- Tim Bowness – zpěv (skladba „Someone Starts to Fade Away“)
- Marianne DeChastelaine – violoncello (skladby „The Misplay“, „Kites“ a „Lightdark“)